# Karl-Robert Ameln
Karl-Robert Ameln (ur. 4 września 1919 w Sztokholmie, zm. 1 kwietnia 2016 tamże) – szwedzki żeglarz, dwukrotny olimpijczyk, zdobywca brązowego medalu w regatach na Letnich Igrzyskach Olimpijskich 1948 w Londynie.

## Kariera sportowa
Na Letnich Igrzyskach Olimpijskich 1948 zdobył brąz w żeglarskiej klasie 6 metrów. Załogę jachtu Ali-Baba II tworzyli również Torsten Lord, Gösta Salén, Tore Holm i Martin Hindorff.
Po raz drugi na igrzyskach olimpijskich wystąpił w 1952 roku w klasie 6 metrów. W załodze jachtu May Be VII, który zajął czwartą pozycję, znajdowali się również Lars Lundström, Martin Hindorff, Sven Salén i Torsten Lord.